# Marathaios
Marathaios (altgriechisch Μαραθαῖος) war ein spätantiker Steinmetz, der im 4. Jahrhundert im Norden Syrias tätig war.
Er ist durch die Bauinschrift einer Stoa aus Dahr el-Kebira bekannt, in der er gemeinsam mit den Steinmetzen Hermogenes und Marinios genannt wird. Laut der auf das Jahr 378 datierten Inschrift ist die Stoa dem „einzigen Gott“ gewidmet, womit wahrscheinlich der Gott des Christentums gemeint ist.